# Блюм, Александр Германович
Александр Германович Блюм (9 февраля 1885, Керчь Таврической губернии — 1939, Москва) — русский и советский скрипач и альтист. Организатор частной музыкальной школы в Москве (функционировала в 1906—1918 годах).

## Биография и деятельность
Сын художника-фотографа Германа Петровича Блюма — выходца из Польши, в 1892 г. открывшего вместе с братом фотографическую мастерскую в Харькове. В 1899—1905 гг. учился в Музыкальном училище Харьковского отделения ИРМО по классу скрипки К. Горского. В 1910 г. окончил Московскую консерваторию по классу скрипки И. В. Гржимали, в камерном классе учился у В. И. Сафонова. В 1912 г. окончил юридический факультет Московского университета. Играл в оркестре в симфонических собраниях Московского отделения ИРМО (с 1905 г.), Исторических концертах С. Н. Василенко (1907—1917 гг.), играл в оркестре и выступал как солист в концертах С. А. Кусевицкого (с 1909 г.), работал в оркестрах Театра Незлобина (с 1909 г.), МХТ (1911—1916 гг.). В 1909—1910 гг. играл на альте в квартете под руководством Б. О. Сибора.
А. Г. Блюм работал в оркестре Большого театра в 1909—1919 гг., затем в 1923—1929 гг., был концертмейстером группы альтов (по разным данным, с 1924 г. или с 1928 г.). С 1930 г. до конца жизни альтист оркестра Симфонического оркестра Всесоюзного радио, в который перешёл вслед за Н. С. Головановым. Играл под руководством многих выдающихся дирижёров — русских и зарубежных, «особенно много и подробно рассказывал он о дирижировании Рахманинова. Он восхищался благородной сдержанностью Рахманинова, его необычайной интеллигентностью в отношениях с оркестрантами. <…> Особенно яркие впечатления сохранил он о работе с Рахманиновым над операми „Жизнь за царя“ Глинки, „Князь Игорь“ Бородина, „Пиковая дама“ Чайковского». Мастерство А. Г. Блюма — альтиста высоко ценили В. И. Сук, М. М. Ипполитов-Иванов, М. О. Штейнберг, С. Н. Василенко, А. Ш. Мелик-Пашаев, Н. С. Голованов и другие дирижёры.
В 1906 г. организовал частную музыкальную школу («Школа музыки свободного художника А. Г. Блюм», находилась в Лопухинском переулке на Пречистенке, где жил с семьёй), преподавал в школе до её закрытия в 1918 г. С 1912 или 1913 г. преподавал в Музыкальном училище В. Ю. Зограф-Плаксиной (в советское время это учебное заведение неоднократно меняло название, с 1936 г. Музыкальное училище при Московской консерватории). В 1919—1921 гг. вёл класс скрипки в музыкальном училище в Симферополе.
Его жена (с 1906 г.) — пианистка Екатерина Дмитриевна фон Мансфельд (1877—1949), дочь драматурга Д. А. фон Мансфельда и переводчицы Е. Ю. фон Мансфельд (урождённая Коб-Тетбу де Мариньи). Училась в Парижской консерватории у Р. Пюньо, затем окончила Музыкально-драматическое училище Московского филармонического общества, брала уроки игры на фортепиано у Н. К. Метнера.
А. Г. Блюм и Е. Д. фон Мансфельд много концертировали вместе, с успехом выступали в Москве (в том числе в концертах Кружка любителей русской музыки М. С. и А. М. Керзиных) и в других городах России, особенно много играли сочинения композиторов Скандинавии (Э. Григ, Я. Сибелиус, С. Пальмгрен, Х. Синдинг, Т. Куула, Э. Мелартин и др.). В их доме в течение многих лет регулярно собирались для музицирования квартет или трио, приходили певцы — Ф. И. Шаляпин, Н. П. Кошиц, А. М. Лабинский и другие знаменитости. После Октябрьской революции 1917 года А. Г. Блюм и Е. Д. Мансфельд много выступали в благотворительных концертах, на рубеже 1920-х — 1930-х гг. по собственной инициативе преподавали игру на скрипке и фортепиано в коммуне для беспризорников (в Лопухинском переулке).
Их дети: педагог-сольфеджист Д. А. Блюм, пианистка Ирина Александровна Блюм (в замужестве Дитрих). Их внук — детский писатель А. К. Дитрих.
Умер в 1939 году. Похоронен на Введенском кладбище (23 уч.).